# Fractura de pene
La fractura de pene es una lesión que provoca la ruptura de la capa albugínea, la cual envuelve los cuerpos cavernosos del pene. Popularmente se denomina fractura, pero cabe aclarar que no se trata de una fractura, puesto que el pene humano no posee hueso. Afecta a 1 de cada 100 mil hombres y entre el 30 % y 50 % se producen con el pene erecto durante el acto sexual.

## Causas
La ruptura de la túnica albugínea se produce cuando el pene está erecto hinchado de sangre. En estas circunstancias, si el miembro sufre una acción forzada, se puede producir un trauma en el revestimiento de los cuerpos cavernosos.
La causa más común de la ruptura de la túnica albugínea es durante el coito. A menudo ocurre debido a una mala penetración.
Otras causas también incluyen la masturbación agresiva (movimientos bruscos y acelerados), o también en hombres que sufren de disfunción eréctil.
Las prácticas culturales, como el taqaandan, la cual consiste en doblar el pene erecto, también son motivo de esta lesión.

## Síntomas
En el momento de producirse la lesión, se percibe un leve chasquido que está acompañado de un fuerte dolor. Inmediatamente, el pene pierde su erección y se inflama a causa del hematoma. El miembro quedará con una deformidad producto de la lesión y se doblará hacia el lugar de la fractura. A su vez, también presentará un hematoma interior y exterior. También puede ocurrir que  la uretra se dañe y se perciba sangre en el orificio por el cual el hombre orina.

## Diagnóstico
Una lesión de este tipo en el pene necesita de la atención de un médico de forma inmediata. El especialista médico podrá diagnosticar la fractura de pene mediante examen físico e indicará el tratamiento a seguir, generalmente, intervención quirúrgica para reparar el miembro. 

## Tratamiento
La primera medida que se efectúa ante una lesión de la túnica albugínea es aplicar hielo, así como utilizar analgésicos y antiinflamatorios.
El único tratamiento para este tipo de lesiones es la cirugía, en función de la gravedad y las complicaciones puede llevar varias semanas para la cicatrización y recuperación. 
En caso de no operarse a tiempo, el trauma puede derivar en posibles problemas de curvatura de pene, disfunción eréctil, dolores crónicos o deformidad del pene.
En Occidente la causa más común de este tipo de lesiones, entre un 30 % y un 50 % de los casos, es durante las relaciones sexuales.